# Paul Miron
Paul Miron (n. 13 iunie 1926, Boroaia, România – d. 17 aprilie 2008, Freiburg im Breisgau, Germania) a fost un lingvist și filolog român, cadru didactic la Universitatea din Freiburg, primul profesor universitar de limbă și literatură română din Germania Federală.
S-a născut în Comuna Boroaia (jud. Suceava) și-a făcut școală în Fălticeni. După cel de-al doilea război mondial s-a stabilit în Germania de Vest unde a studiat la Köln și Bonn. Din 1977 a fost profesor la Universitatea din Freiburg.
A fost căsătorit cu Elsa Lüder cu care a reeditat Rumänisch-Deutsches Wörterbuch (Dicționar român-german, TDRG, revăzut) al lui Hariton Tiktin.